# Kabinett Alfons Feger (prov.)
Das provisorische Kabinett Alfons Feger war vom 4. Mai bis zum 1. Juni 1922 die von Fürst Johann II. ernannte Regierung des Fürstentums Liechtenstein unter Vorsitz des kommissarischen Regierungschefs Alfons Feger. 
Nachdem Regierungschef Josef Ospelt am 27. April 1922 offiziell aus gesundheitlichen Gründen vom Amt des Regierungschefs zurückgetreten war, übernahm der bisherige Stellvertreter Alfons Feger (VP) in Auftrag des Fürsten auf Vorschlag des Landtags die Fortführung der Amtsgeschäfte bis zur Neuwahl der Regierung. Der eigentliche Grund für Ospelts Demission bildete der Sieg der Volkspartei bei den Landtagswahlen vom 5. Februar 1922. Die neue Mehrheitspartei bekämpfte das FBP-Gründungsmitglied Ospelt unter anderem aufgrund seiner konservativen politischen Gesinnung und seiner Kirchennähe. Am 27. Mai 1922 reichte wiederum auch Feger aus gesundheitlichen Gründen seinen Rücktritt ein (effektiv am 1. Juni 1922). Die Fortführung der Amtsgeschäfte wurde durch den ältesten Regierungsrat Felix Gubelmann übernommen. 

## Kabinettsmitglieder
|                               | Bild                                       | Name            | Amtszeit                   | Landschaft |  |
| provisorischer Regierungschef |                                            |                 |                            |            |  |
|                               | provisorischer Regierungschef Alfons Feger | Alfons Feger    | 4. Mai 1922 – 1. Juni 1922 | Oberland   |  |
| Regierungsräte                |                                            |                 |                            |            |  |
|                               | Regierungsrat Gustav Schädler              | Gustav Schädler | 4. Mai 1922 – 1. Juni 1922 | Oberland   |  |
|                               | Regierungsrat Felix Gubelmann              | Felix Gubelmann | 4. Mai 1922 – 1. Juni 1922 | Unterland  |  |